# Moody Chana
Moody Chana (* 7. Januar 1999 in Leer) ist ein deutsch-kamerunischer Fußballspieler, der beim BSV Rehden unter Vertrag steht.

## Karriere

### Im Verein
Chana wurde als Sohn kamerunischer Eltern im ostfriesischen Leer geboren und wuchs in Recklinghausen auf. Im Alter von 7 Jahren begann er im Recklinghäuser Ortsteil Röllinghausen bei Schwarz-Weiß Röllinghausen mit dem Fußballspielen. Nach einem halben Jahr bei der SG Wattenscheid 09 wechselte er zur Saison 2010/11 zu den D2-Junioren (U12) des FC Schalke 04. Im Schalker Nachwuchsleistungszentrum durchlief der Innenverteidiger bis zur Saison 2016/17, in der er mit den A-Junioren (U19) in der A-Junioren-Bundesliga spielte, alle Nachwuchsmannschaften.
Zur Saison 2017/18, seiner letzten Spielzeit bei den Junioren, wechselte der 18-Jährige zur U19 der TSG 1899 Hoffenheim. Dort etablierte sich Chana sofort zur Stammkraft und wurde mit seiner Mannschaft Meister der Süd/Südwest-Staffel. In der anschließenden Finalrunde musste man sich allerdings im Halbfinale seinem alten Verein, dem FC Schalke 04, geschlagen geben. Parallel dazu absolvierte der Defensivspieler zwei Spiele für die zweite Mannschaft in der viertklassigen Regionalliga Südwest.
Zur Saison 2018/19 schaffte Chana nicht den Sprung in den Profikader, sondern wurde fest in die zweite Mannschaft integriert. In seinem ersten Herrenjahr absolvierte er 26 Regionalligaspiele (24-mal von Beginn) und stand darüber hinaus Anfang März 2019 unter dem Cheftrainer Julian Nagelsmann bei einem Bundesligaspiel im Spieltagskader, ohne jedoch eingewechselt zu werden. In der Saison 2019/20 folgen, die aufgrund der COVID-19-Pandemie ab März 2020 nicht mehr fortgeführt werden konnte, folgten 19 Regionalligaeinsätze (von 22 möglichen). Nach der Saison verließ Chana der Verein mit seinem Vertragsende.
Nach einem Probetraining schloss sich der 21-Jährige zur Saison 2020/21 dem Drittligaaufsteiger VfB Lübeck an, bei dem er einen Vertrag bis zum Saisonende erhielt. Unter dem Cheftrainer Rolf Martin Landerl stand Chana bis Ende Februar 2021 bei jedem Spiel im Spieltagskader, wurde allerdings nicht eingewechselt, ehe er am 26. Spieltag bei einer 1:2-Niederlage gegen den Halleschen FC als Rechtsverteidiger in der Startelf stand. Bis zum Ende der Saison, die für den VfB mit dem Abstieg in die Regionalliga Nord endete, folgten 4 weitere Einsätze. Anschließend verließ Chana den Verein mit seinem Vertragsende.
Zur Saison 2021/22 wechselte Chana in die Regionalliga Südwest zu den Kickers Offenbach. Bis zu einer Achillessehnenverletzung im Oktober 2021 gehörte er zum Stammpersonal und absolvierte 8 Regionalligaeinsätze (5-mal in der Startelf). Anschließend fiel er bis zum Saisonende, nach dem er den Verein mit seinem Vertragsende verließ, aus.
Ende September 2022 schloss sich Chana dem BSV Rehden aus der Regionalliga Nord an.

### In der Nationalmannschaft
Chana absolvierte zwischen November 2013 und Mai 2014 drei Länderspiele für die deutsche U15-Nationalmannschaft.

## Erfolge
- Meister der A-Junioren-Bundesliga Süd/Südwest: 2018